# Hohenstein (Turingia)
Hohenstein è un comune di 2 066 abitanti della Turingia, in Germania.
Appartiene al circondario (Landkreis) di Nordhausen (targa NDH) ed è indipendente delle comunità amministrative (Verwaltungsgemeinschaft).